# Valbuena de Duero
Valbuena de Duero ist ein nordspanisches Dorf und eine Gemeinde (municipio) mit 399 Einwohnern (Stand: 2024) in der Provinz Valladolid in der autonomen Region Kastilien-León. 

## Lage
Valbuena de Duero liegt in der kastilischen Hochebene in einer Höhe von etwa 735 m. Die Provinzhauptstadt Valladolid befindet sich gut 33 Kilometer (Fahrtstrecke) westlich. Der Duero begrenzt die Gemeinde im Süden. Das Klima im Winter ist durchaus kalt, im Sommer dagegen warm bis heiß; die spärlichen Regenfälle (ca. 539 mm/Jahr) fallen verteilt übers ganze Jahr.

## Bevölkerungsentwicklung
| Jahr      | 1970 | 1981 | 1991 | 2001 | 2011 | 2021 |
| Einwohner | 1008 | 611  | 547  | 525  | 499  | 436  |

## Sehenswürdigkeiten

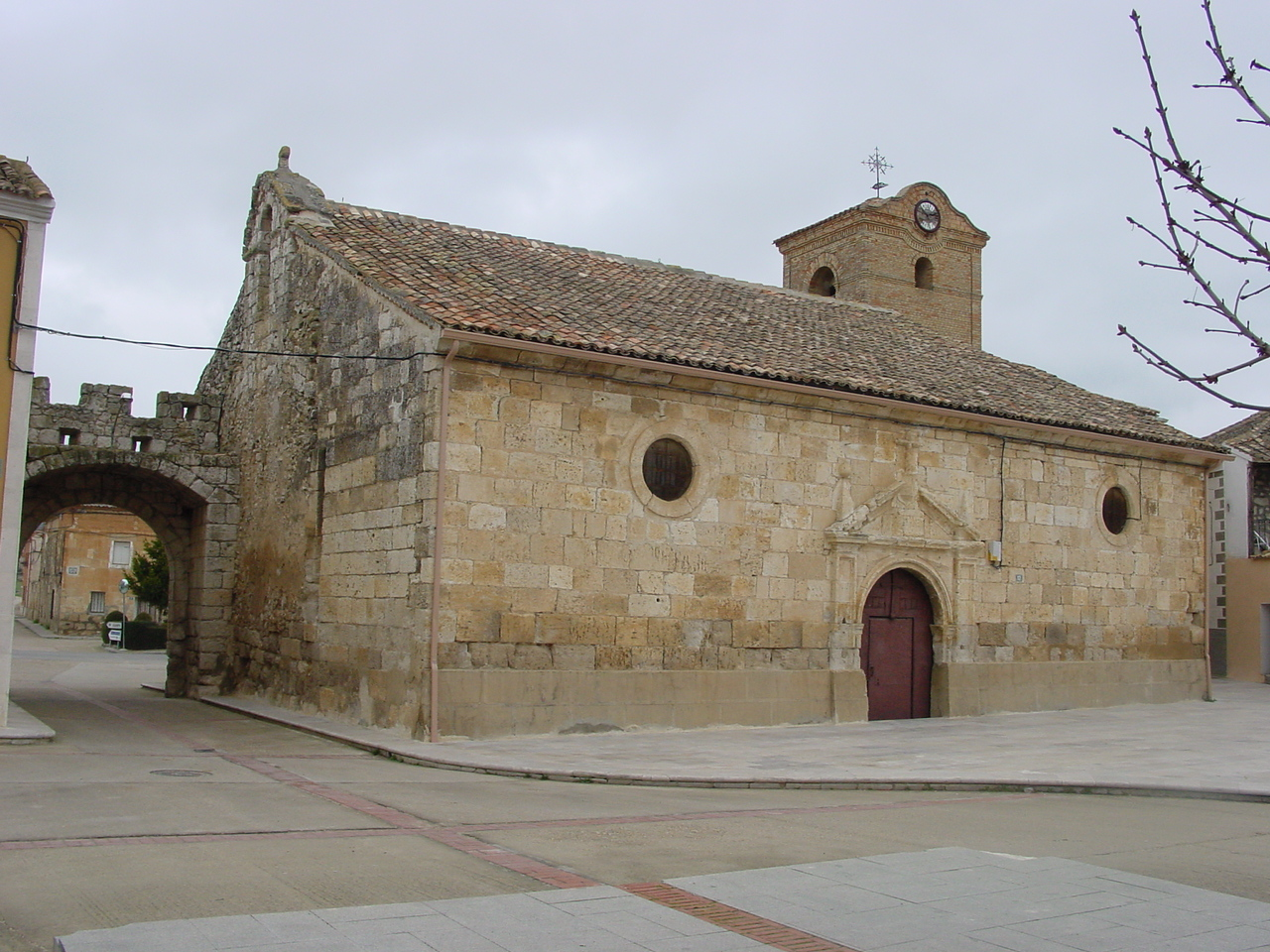
Marienkirche
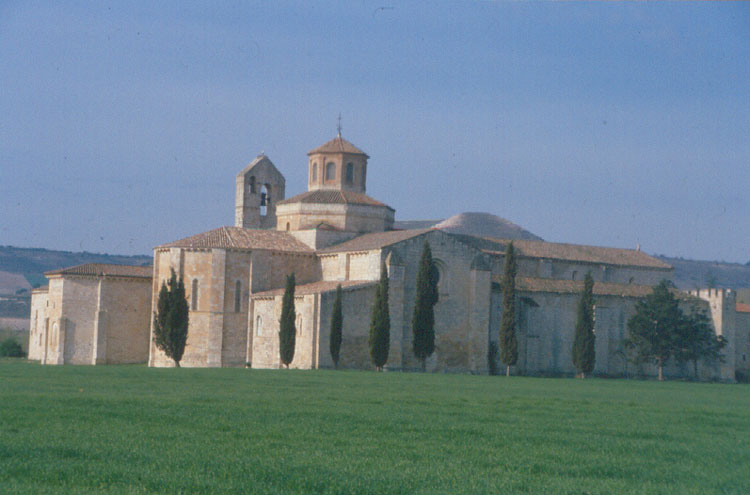
Marienkloster

- Marienkloster in San Bernardo, 1143 gegründetes Zisterzienserkloster, 1835 aufgelöst
- Rochuskapelle
- Pedrokapelle

- Marienkirche
- Marienkloster

## Persönlichkeiten
- Jesús Cardenal (1930–2018), Jurist, Generalstaatsanwalt (1997–2004)